# Tom Clancy
Thomas Leo "Tom" Clancy, Jr. (født 12. april 1947, død 1. oktober 2013) var en amerikansk forfatter. Hans vigtigste produktion består af politiske og militære thrillere. Bøgerne er trykt i over 100 millioner eksemplarer og 17 titler har været nummer et på New York Times bestsellerliste.  Hans første bog var Jagten på Røde Oktober, som blev en overraskende bestseller, hurtigt efterfulgt af andre.

### Skønlitteratur
- Jagten på Røde Oktober, (The Hunt for Red October)
- Dødens karteller, (Clear and Present Danger)
- Patrioternes spil, (Patriot Games)
- Nådeløs hævn, (Without Remorse)
- Æresgæld, (Debt of Honor)
- På præsidentens ordre, (Executive orders)
- Tom Clancy´s OP-Center, (Tom Clancy´s Op-Center)
- Tom Clancy's OP-Center: Spejlbillede, (Tom Clancy's Op-Center : Mirror Image)
- Tom Clancy's OP-Center: Magtens spil, (Tom Clancy's Op-Center : Games of state)
- Tom Clancy's OP-Center: Krigshandling, (Tom Clancy's Op-Center : Acts of War)
- Politika, 1999 (Politika)
- Tom Clancys Net Force, (Net Force)
- Rainbow six, (Rainbow six)
- Tom Clancy's Net Force, (Tom Clancy' Op-Center : Net Force)
- Terrorens pris, (The sum of all fears)
- Bjørnen og dragen, (The bear and the dragon)
- Kodenavn: Red Rabbit, (Red Rabbit)
- Tigerens kløer, (The Teeth of the tiger)

### Faglitteratur
- Into the Storm (1997)
- Every Man is a Tiger
- Battle Ready
- SSN - A guided tour of a nuclear submarine
- Armored Cav
- Airborne
- Marine
- Fighterwing
- Carrier
- Future War: Non-lethal Weapons in Modern Warfare
- Special Ops
- Shadow Warriors

## Filmatisering
- Jagten på Røde Oktober (1990)
- Patrioternes spil (1992)
- Dødens karteller (1994)
- The Sum of All Fears (2002)
- Jack Ryan: Shadow Recruit (2014)
- Jack Ryan (2018)
- Without Remorse (2021)